# Gobaille
La famille Gobaille a porté deux ou trois maîtres écrivains, actifs à Poissy puis à Paris au cours du XVIIe siècle.

## Biographie
Gilles Gobaille (né vers 1611 et mort le 25 mai 1679), est maître écrivain, officier de la reine mère Anne d'Autriche (1662) puis de feu la reine mère (1669 et 1679). Il épouse Catherine Clément, dont il a Catherine, et Louis.
Louis Gobaille, né vers 1648 et mort le 22 septembre 1695, est dit maître écrivain à Poissy (1649), puis maître écrivain juré (1675), maître écrivain et vérificateur des écritures. Il est également contrôleur au pont des marchandises de Poissy (1685) et contrôleur clerc d'eau des marchandises passant sous ledit pont (1695).
Louis exerce tout d’abord à Poissy, d’où sa réputation de belle écriture parvient jusqu’à Jean-Baptiste Colbert. Celui-ci, passant par Poissy en 1675, demande à le rencontrer et à voir ses ouvrages, et le convainc de prendre du service à la cour.
Il épouse Louise Lambert le 24 novembre 1669, de qui il a au moins neuf enfants nés en 1671 et 1685 environ, parmi lesquels Charlemagne/Charles.
Charlemagne Gobaille (qu'on suppose être le même que le Charles aussi trouvé dans les actes) naît le 14 septembre 1672 et meurt entre 1743 et 1748. Il est contrôleur des acquis au pont de Poissy (1699), contrôleur en chef des marchandises passant sous ce pont (1703) et sieur de Longpré. Il est également cité comme maître écrivain établi à Poissy en 1704, et en 1734 comme procureur en la prévôté de Poissy.
Il épouse Elisabeth Ycard avant 1699. Maîtresse de pension, elle meurt le 19 décembre 1743 et lui donne au moins 7 enfants nés entre 1699 et 1713.
Il ne se trouve plus de maîtres écrivains dans leur descendance, qui est repérée jusqu'à la Révolution. 

## Œuvres
Leur écriture n'est pas identifiée dans les sources du temps.